# Reykjavíks domkyrka
Reykjavíks domkyrka (isländska: Dómkirkjan í Reykjavík) är en domkyrka i Reykjavík på Island. Den är säte för biskopen vid den lutherska Isländska kyrkan. Den är också församlingskyrka för Reykjavíks äldre delar. Den ligger på torget Austurvöllur, intill parlamentsbyggnaden Alltingshuset. Sedan Alltinget återinrättades 1845 har varje parlamentsmöte börjat med en gudstjänst i domkyrkan. Därifrån leder domprosten ledamöterna till Alþingishúsið.
Dopfunten är utförd och donerad av den danske skulptören Bertel Thorvaldsen vars fader var av isländsk härkomst.